# Kent-Olle Johansson
Kent-Olle Tommy Johansson  (ur. 18 listopada 1960 w Gärsnäs) – szwedzki zapaśnik. Srebrny medalista olimpijski z Los Angeles.
Zawody w 1984 były jego jedynymi igrzyskami olimpijskimi. Walczył w stylu klasycznym, w 1984 zdobywając srebro w wadze piórkowej, do 62 kilogramów. Na mistrzostwach świata  najlepszym jego wynikiem było piąte miejsce w 1985. Siódmy na mistrzostwach Europy w 1984. Drugi w Pucharze Świata w 1985. Zdobył dwa medale na mistrzostwach nordyckich w latach 1984 – 1986.